# パウリーネ・フォン・ザクセン＝ヴァイマル＝アイゼナハ
パウリーネ・フォン・ザクセン＝ヴァイマル＝アイゼナハ（Pauline von Sachsen-Weimar-Eisenach, 1852年7月25日 - 1904年5月17日）は、ドイツ・ザクセン＝ヴァイマル＝アイゼナハ大公家の大公女。又従兄の大公世子に嫁ぎ、同家の最後の大公ヴィルヘルム・エルンストの母となった。

## 生涯
大公カール・アレクサンダーの従弟ヘルマン大公子と、その妻のヴュルテンベルク王女アウグステの間の第1子、長女として生まれた。全名はパウリーネ・イーダ・マリー・オルガ・ヘンリエッテ・カタリーナ（Pauline Ida Marie Olga Henriette Catharina）。父はヴュルテンベルク王国軍に勤務し、同国の王ヴィルヘルム1世の末娘を娶ってシュトゥットガルトに居を構えたため、一家は「ヴュルテンベルク分家（württembergische Linie）」と呼びならわされた。
1873年8月26日フリードリヒスハーフェンにて、カール・アレクサンダー大公の長男で又従兄にあたるカール・アウグスト大公世子と結婚。ちょうどオペラ『アイーダ』のイタリア国外では最初の上演がヴァイマルで予定されており、その初演日と2人の結婚予定日が重なったため、結婚の日が延期されている
。夫妻の間には2人の息子が生まれた。
- ヴィルヘルム・エルンスト・カール・アレクサンダー・フリードリヒ・ハインリヒ・ベルンハルト・アルベルト・ゲオルク・ヘルマン（1876年 - 1923年） - ザクセン＝ヴァイマル＝アイゼナハ大公
- ベルンハルト・カール・アレクサンダー・ヘルマン・ハインリヒ・ヴィルヘルム・オスカー・フリードリヒ・フランツ・ペーター（1878年 - 1900年）

夫は1894年義父に先立って死去し、1901年に長男が祖父から大公位を引き継いだ。1901年、私財を投じてラムスラにこの地域では最古の保育園となる「パウリーネ院（„Paulinenstift“）」を設立した。ヴァイマルのベルヴェデーレ宮殿を終の住処としたが、彼女はこの小宮殿に居住した大公家最後の人間である 。死後、ヴァイマル大公家霊廟に葬られた。
バート・ベルカの町のシンボルとして建立されたパウリーネ塔は、大公の母であるパウリーネの名前を採っている。ヨーゼフ・ヴィクトル・フォン・シェッフェルの長編叙事詩『ゼッキンゲンのラッパ手（Der Trompeter von Säckingen op. 45）』の5つの作中歌謡曲は、パウリーネに献呈されている。

## 引用
1. ↑  Hans Busch: Verdi’s Aida, St. Paul 1978, S. 301 (Digitalisat)
2. ↑  http://www.geschichte-der-fliese.de/belvedere_weimar.html
3. ↑  http://www.bad-berka.de/index.php?id=194&L=0
4. ↑  http://www.mugi.hfmt-hamburg.de/grundseite/grundseite.php?id=lang1815